# David Gibbs
David Gibbs (26 de novembro de 1958) é um naturalista britânico. Suas principais áreas de pesquisa são a ornitologia, entomologia e ecologia.

## Carreira
Depois de frequentar o ensino secundário e abrangente entre 1970 e 1977, ele frequentou o East Berkshire College em Langley, Berkshire, de 1977 a 1979. Em 1980 ingressou na Universidade de Sheffield, onde se graduou em 1983.
Gibbs trabalha como entomologista pesquisador profissional desde 1984 e como freelancer desde 1991. Em particular, ele estudou os Diptera, Hymenoptera e Hemiptera. Entre 2007 e 2009, ele descreveu a abelha recém-descoberta Mythenteles andalusiaca da Andaluzia e Mythenteles rameli da Grécia.
Além de vários trabalhos sobre aves, insetos e ecologia, Gibbs contribuiu para os livros Irian Jaya, Indonesia, 21 January - 12 March 1991. With notes from 1992: A site guide for birdwatchers (1993), Wallacea (1996),  e Pigeons and Doves: A Guide to the Pigeons and Doves of the World (2001, com Eustace Barnes e John Cox).
Em 1994, Gibbs descobriu a espécie Zosterops gibbsi, que foi cientificamente descrita e nomeada em sua homenagem por Guy Dutson em 2008.